# Iftíchar ad-Daula
Iftíchar ad-Daula, psáno někdy i jako Iftichár ad-Dawla, byl egyptský místodržící Jeruzaléma, který jej s arabskými a súdánskými vojáky hájil proti křižáckým vojskům v červnu a červenci roku 1099. Toto obléhání Jeruzaléma bylo ukončeno dobytím města křižáky, což znamenalo dosažení cíle první křížové výpravy.

## Obléhání Jeruzaléma
Jeruzalém byl jednou z největších pevností té doby. Jeho hradby byly od dob římského císaře Hadriána neustále zdokonalovány. Město sice nemělo vydatné vlastní prameny vody, ale mělo dobře fungující systém cisteren a vodovodů z římských dob. V čele egyptské posádky stál  nově jmenovaný místodržící Iftichár ad-Dawla. Měl dobrou výzbroj a dostatek zásob, ale nikoli dost mužstva k hájení všech úseků hradeb. Egyptská vláda fátimovského chalífátu nad městem trvala teprve necelý rok a to byl snad jeden z důvodů, proč Iftichár před příchodem křižáků vypověděl z Jeruzaléma všechno křesťanské obyvatelstvo. Jak se záhy ukázalo, přispěl tak vlastně v podstatné míře k uchování jejich životů. Před příchodem útočníků dal ještě v celém okolí zasypat nebo otrávit studny a cisterny a odehnat dobytek, což znamenalo, že obléhatelé byli trýzněni nejen červnovým vedrem, ale také žízní.
Dne 15. července se lotrinští křižáci dostali přes obléhací věž na severní hradby a do židovské čtvrti. Arabská a židovská[zdroj?] posádka se ze severní hradby stáhla k Šalamounovu chrámu, kde se hodlala dále bránit. Křižácký vůdce Tankred sice následně slíbil muslimským obráncům milost, ale nakonec nebyli ušetřeni ani ti, kteří složili zbraně. Iftichárovi, který dosud osobně velel úspěšné obraně proti dalšímu z křižáckých velitelů Raimondovi na jižním okraji města, bylo zřejmé, že město je ztraceno. Jižní obránci se stáhli do Davidovy věže, kde se bránili, dokud Iftichár nenabídl kapitulaci. Raimond souhlasil a zajistil jim bezpečný odchod do města Askalonu. Byli to jediní lidé z obránců města, kteří živí vyvázli z obležení.